# Raymond Mommens
Raymond Mommens (Lebbeke, 27 dicembre 1958) è un allenatore di calcio ed ex calciatore belga, di ruolo centrocampista.